# Грегор Цанкар
Грегор Цанкар (Цеље, 25. јануар 1975) је бивши словеначки атлетичар, који се такмичио у скоку удаљ.
Цанкарев највећи успех је освојена бронзана медаља на Светском првенству 1999. одржаним у Севиљи. На Медитеранским играма 1997. у Барију освојио је златну медаљу. Учествовао је три пута на Олимпијским играма 1996. у Атланти, 2000. у Сиднеју, 2004. у Атини, а најбољи резултат му је било шесто место у Атланти 1996. године.
Његов лични рекорд у скоку удаљ на отвореном је и словеначки рекорд 8,40 метара, постигнут 18. маја 1997. године у родном Цељу. Лични рекорд у троскоку је 16,51 метар постигнут 30. маја 1999. у Атини.
Најбољи резултати у дворани су у скоку удаљ 8,28 метара постигнут у Маебашију 7. марта 1999, а у троскоку 16,82 у Љубљани 16. фебруар 2003..

## Значајнији резултати
| Година               | Такмичење                     | Место                   | Пласман              | Резултат               |
| Представља Словенију | Представља Словенију          | Представља Словенију    | Представља Словенију | Представља Словенију   |
| -------------------- | ----------------------------- | ----------------------- | -------------------- | ---------------------- |
| 1992                 | Светско првенство за јуниоре  | Сеул, Јужна Кореја      | 20. (кв)             | 7,28 (ветар: +0,2 м/с) |
| 1993                 | Европско првенство за јуниоре | Сан Себастијан, Шпанија | 16. (кв)             | 7,01                   |
| 1994                 | Светско првенство за јуниоре  | Лисабон, Португалија    |                      | 8,04 (ветар: +3,1 м/с) |
| 1994                 | Европско првенство            | Хелсинки, Финска        | 23. (кв)             | 7,62                   |
| 1995                 | Светско првенство у дворани   | Барселона, Шпанија      | 19. (кв)             | 7,65                   |
| 1995                 | Светско првенство             | Гетеборг, Шведска       | –                    | БП                     |
| 1995                 | Универзијада                  | Фукуока, Јапан          |                      | 8,18                   |
| 1996                 | Европско првенство у дворани  | Стокхолм, Шведска       | 4.                   | 8,01                   |
| 1996                 | Олимпијске игре               | Атланта, САД            | 6.                   | 8,11                   |
| 1997                 | Светско првенство у дворани   | Париз, Француска        | 7.                   | 8,02                   |
| 1997                 | Медитеранске игре             | Бари, Италија           |                      | 8,00                   |
| 1997                 | Светско првенство             | Атина, Грчка            | –                    | БП                     |
| 1997                 | Универзијада                  | Катанија, Италија       |                      | 8,11                   |
| 1998                 | Европско првенство            | Будимпешта, Мађарска    | 6.                   | 8,00                   |
| 1999                 | Светско првенство у дворани   | Маебаши, Јапан          | 4.                   | 8,28                   |
| 1999                 | Светско првенство             | Севиља, Шпанија         |                      | 8,36                   |
| 2000                 | Европско првенство у дворани  | Гент, Белгија           | 5.                   | 7,94                   |
| 2000                 | Олимпијске игре               | Сиднеј, Аустралија      | 15. (кв)             | 7,98                   |
| 2001                 | Светско првенство             | Eдмонтон, Канада        | –                    | БП                     |
| 2001                 | Медитеранске игре             | Radès, Тунис            | –                    | БП                     |
| 2002                 | Европско првенство у дворани  | Беч, Аустрија           | 9. (кв)              | 7,88                   |
| 2002                 | Европско првенство            | Минхен, Немачка         | 15. (кв)             | 7,64                   |
| 2004                 | Олимпијске игре               | Атина, Грчка            | 39. (кв)             | 7,32                   |

## Награде
Године 1999. је изабран за словеначког спортисту године, а исте годне примио је највише словеначко признање у спорту Блоудекову награду.